# Ernst Stahl (Dirigent)
Eduard Friedrich Ernst Stahl (* 1. Januar 1846 in Schmiedeberg; † 29. Oktober 1924 in Landshut) war ein deutscher Musiker, Komponist, Kantor und Dirigent.

## Leben
Stahl wurde 1864 in das Konservatorium Leipzig aufgenommen. Er hatte in den 1870er und Anfang der 1880er Jahre im erzgebirgischen Annaberg zunächst ein Privatorchester geführt. Er galt als talentierter Musiker, der selbst komponierte und arrangierte. Geschäftstüchtig vertrieb er nebenbei Pianos. Im Jahre 1882 wurde ihm in Annaberg der Titel eines städtischen Stadtmusikdirektors verliehen.
1886 wechselte er nach Dresden, wo er als Chefdirigent die Gewerbehaus-Kapelle (heutige Dresdner Philharmonie) übernahm. Das Orchester, das sich einer großen Konkurrenz durch andere Kapellen in Dresden ausgesetzt sah, geriet in finanzielle Schwierigkeiten, sodass der die Kapelle betreibende Gewerbeverein seine vorläufige Auflösung beschloss. In der Folge wurde das gesamte Orchester im April 1890 aufgelöst und die Musiker samt Dirigenten entlassen.
Ernst Stahl wurde im Folgejahr Kantor und Stadtmusikdirektor in Meißen, wo er die Nachfolge von Gottfried Hartmann übernahm, der dieses Amt seit 1840 innegehabt hatte. Außerdem machte er sich als Komponist einen Namen. In Meißen erwarb er sich große Verdienste um das musikalische Leben der Stadt. 1892 wurde er außerdem in den Vorstand des Landeskirchenchorverbandes gewählt, wo er Nachfolger des am 18. August 1891 verstorbenen Dresdner Hofkantors Bernhard Klinger wurde.
Privat hatten er und seine Familie im April 1897 einen schweren Schicksalsschlag zu verkraften, als sein unter Krämpfen leidender 18-jähriger Sohn in die Elbe fiel und ertrank. Ernst Stahl trat im Jahre 1914 in den Ruhestand. Zum Nachfolger in seinem Amt in Meißen wurde Hans Fuchs gewählt, welcher zuvor Operettenkapellmeister am Chemnitzer Stadttheater war. Seinen Ruhestand verbrachte Stahl im bayerischen Landshut bei Verwandten, wo er im Oktober 1924 auch verstarb.

## Werk (Auswahl)
Ernst Stahl galt lange als Urheber des Annaberger Bergmannsmarsches, schuf aber vermutlich nur Bearbeitungen dieses Werks für Klavier sowie für Orchester.
- 1887: Sinfonien, Nr. 5 (Sinfonie, E-Dur)[13]
- 1890: Kriegerleben, op. 19 (Marschmusik)[14]
- 1890: Liebst du mich?, Polka[15]
- 1890: Penelopes Klage, Odysseus Rückkehr, Ouvertüre[16]
- Serenaden, Harfe, op. 42, Serenade[17]
- 1894: An der Quelle, op. 50 (Instrumentalstück, Des-Dur)[18]
- 1896: Nocturnes, Flöte, Violine, Violoncello, Harfe, op. 66 (D-Dur)[19]
- um 1900: Romanzen, Violine, Harfe, op. 69 (F-Dur)[20]
- 1901: Les adieux (Der Abschied), op. 41, (Instrumentalstück, B-Dur)[21]
- Herzensfrage, Polka[22]
- Josepha-Gavotte, Gavotte[23]
- O Herz, was willst du traurig sein, Chormusik[24]
- Ohne Sorge!, Quartett[25]
- Zum 90. Geburtstag Sr. Maj. des Kaisers, Hymne[26]